# Vettisfossen
Vettisfossen és una de les cascades més altes de Noruega, i la 284ª més alta del món. Està situada a la serralada de Jotunheimen, dins l'Àrea de protecció del paisatge d'Utladalen, al municipi d'Årdal, comtat de Sogn og Fjordane, Noruega. La cascada té una sola caiguda de 275 metres.
Vettisfossen és la cascada més alta en caiguda lliure a Europa i a Noruega, que consti d'una sola caiguda, que sigui totalment lliure de caure, ja que no està regulada i flueix amb un volum considerable.